# Afrotettix
Afrotettix is een geslacht van rechtvleugeligen uit de familie Lentulidae. De wetenschappelijke naam van dit geslacht is voor het eerst geldig gepubliceerd in 1970 door Brown.

## Soorten
Het geslacht Afrotettix omvat de volgende soorten:
- Afrotettix fursti Brown, 1970
- Afrotettix gariepensis Brown, 1970